# Dryopteris ogasawariensis
Dryopteris ogasawariensis là một loài dương xỉ trong họ Dryopteridaceae. Loài này được Nakai mô tả khoa học đầu tiên năm 1928.
Danh pháp khoa học của loài này chưa được làm sáng tỏ. 